# Groot-Mindanao

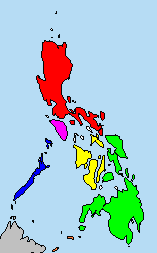
De biogeografische regio's van de Filipijnen, met Groot-Mindanao in groen.

Groot-Mindanao is een biogeografische regio in de Filipijnen die het eiland Mindanao en een groot aantal kleinere eilanden, waaronder Basilan, Bohol, Dinagat, Leyte, Samar en Siargao, omvat, maar niet Camiguin dat, hoewel het vlak bij Mindanao, ligt door een diepe zeestraat daarvan gescheiden wordt en een aparte bioregio vormt. Al deze eilanden zijn tijdens het Pleistoceen door de verlaagde zeespiegel verbonden geweest, maar gescheiden gebleven van de overige eilanden. Hierdoor is een groot deel van de fauna in dit gebied endemisch. Groot-Mindanao behoort tot de zogenaamde "oceanische Filipijnen", het deel van de archipel dat nooit met het vasteland verbonden is geweest (Groot-Palawan en meer zuidelijke eilanden als Borneo en Sumatra waren in het Pleistoceen een deel van het Aziatische vasteland; dit gebied wordt de Sunda Shelf genoemd). Dit gebied kent ook als geheel een grotendeels endemische fauna, en veel soorten of groepen komen zelfs alleen in bepaalde delen van het gebied voor, zoals Groot-Mindanao.
Groot-Mindanao is meer dan de rest van de oceanische Filipijnen met de fauna van de Sunda Shelf verbonden, zoals te zien is aan de aanwezigheid van groepen als egels, eekhoorns, spookdiertjes, toepaja's en huidvliegers, die in de rest van de oceanische Filipijnen ontbreken, maar op Groot-Mindanao door endemische vormen worden vertegenwoordigd. Daarnaast kent het gebied onder andere een aantal endemische vogels, waaronder Barletts dolksteekduif, de kaneelbruine brilvogel en de zwartwangspoorkoekoek, het endemische vleermuizengeslacht Alionycteris, de endemische knaagdierengeslachten Tarsomys en Limnomys en endemische reptielen als Ptychozoon intermedium.